# 鄭德源
鄭德源（1925年10月22日—2005年9月15日），台灣籃球運動員。他曾代表中華民國參加1958年亞洲運動會等國際賽事。從球場上退役後任職於臺北市立螢橋國民中學等學校。